# West Bengal Socialist Party

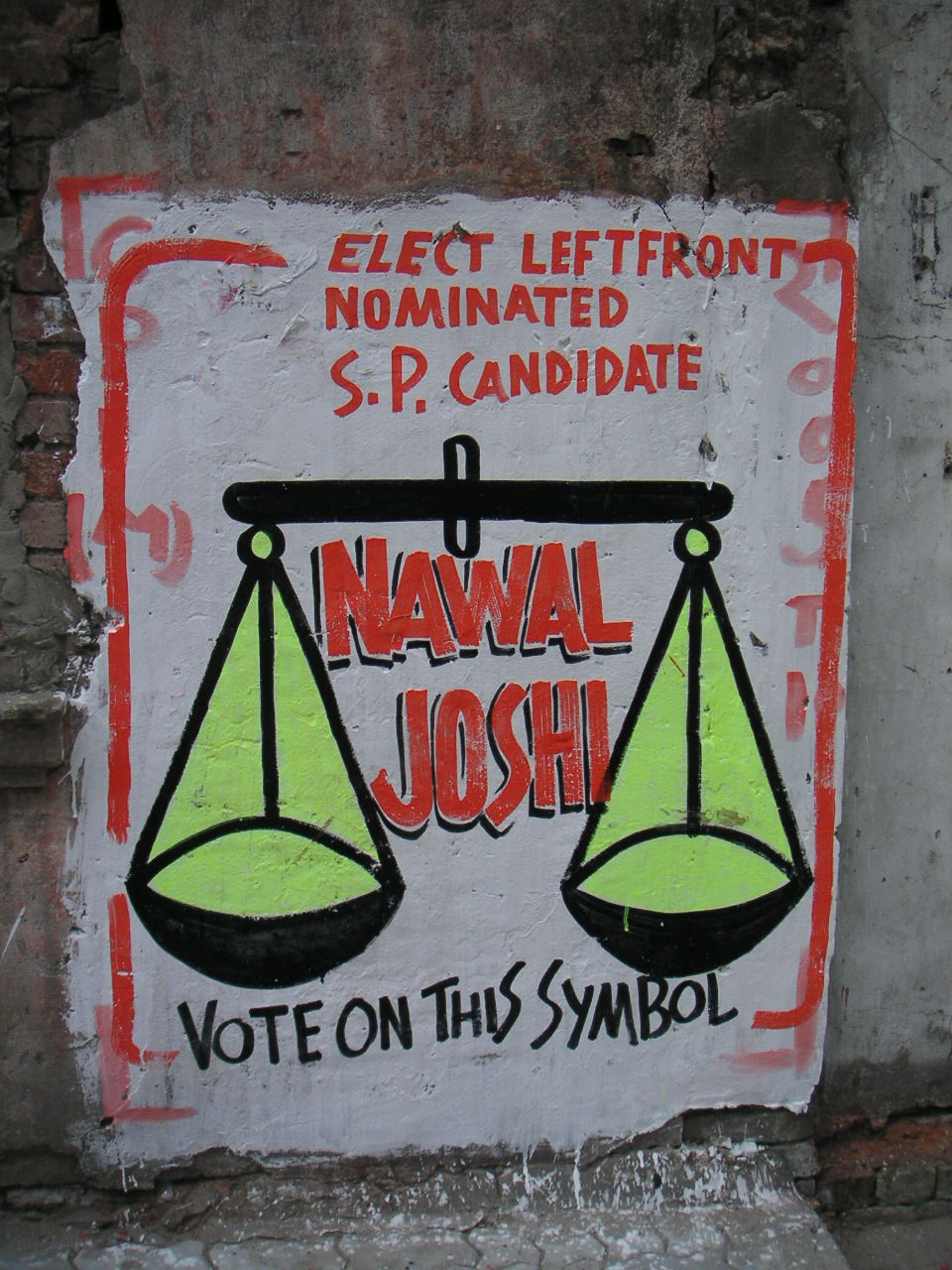
Väggmålning med valreklam för WBSP

West Bengal Socialist Party, politiskt parti i den indiska delstaten Västbengalen. WBSP bildades när de bengaliska socialisterna splittrades i början av 1980-talet (den andra fraktionen blev Democratic Socialist Party). WBSP ingår i Left Front. Partiets ledare Kiranmoy Nanda är fiskeminister i Västbengalens regering.
WBSP har då och då hotat med att gå ur Left Front.
I delstatsvalet 2001 hade WBSP lanserat fyra kandidater inom ramen för Left Front. Alla fyra blev valda. Totalt fick partiet 246 407 röster.